# Joseph Storer Clouston
Pour les articles homonymes, voir Clouston.
Joseph Storer Clouston, né le 23 mai 1870 dans le Comté de Cumberland en Angleterre et mort le 23 juin 1944 dans les Orcades en Écosse, est un historien et un écrivain écossais.

## Biographie
Fils d’une vieille famille des Orcades, il étudie à l'école Merchiston Castle à Édimbourg en Écosse, puis au Magdalen College à Oxford et au Inner Temple à Londres en Angleterre. Il n’exerce cependant pas comme avocat et devient écrivain. Il est principalement connu aujourd’hui pour son ouvrage sur l’histoire des Orcades, pour ses romans policiers et pour ses romans d'espionnage.
Son roman His First Offence, traduit en français sous le titre La Mémorable et Tragique Aventure de M. Irwin Molyneux, a inspiré Marcel Carné pour le film Drôle de drame, sorti en 1937. Quatre autres adaptations ont été réalisées d’après ses romans, dont The Mystery of No. 47 et L'Espion noir. Il a été décoré de l'Officer of the Order of the British Empire (OBE).

## Œuvre

### Romans

#### SérieFrancis Mandell-Essington, «The Lunatic»
- The Lunatic at Large (1899) Publié en français sous le titre Le Fou en liberté, Paris, Pierre Lafitte, 1911
- Count Bunker (1906)
- Lunatic at Large Again (1922)
- The Lunatic Still at Large (1923)
- The Lunatic in Charge (1926)
- Mr. Essington in Love ou The Lunatic in Love (1927)
- The Best Story Ever (1932)

#### Autres romans
- Vandrad the Viking: or the Feud and the Spell (1898)
- The Duke (1900)
- The Adventures of M. D'Haricot (1902)
- Our Lady's Inn (1903)
- Garmiscath (1904)
- A Country Family (1908)
- The Prodigal Father (1909)
- The Peer's Progress (1910)
- His First Offence (1912) Publié en français sous le titre La Mémorable et Tragique Aventure de M. Irwin Molyneux, traduction de Louis Labat, Paris, Albin Michel, 1922 ; réédition, Paris, coll. « Rivages/Mystère » no 11, 1994
- Two's Two (1916)
- The Spy in Black (1917) Publié en français sous le titre L'Espion noir, Paris, L'Édition française, coll. « Drames d'histoire et de police », 1920
- The Man from the Clouds (1918)
- Simon (1919)
- The Two Strange Men (1924)
- The Jade's Progress (1928)
- After the Deed (1929)
- Colonel Dam (1930)
- The Virtuous Vamp (1932)
- Button Brains (1933)
- The Chemical Baby (1934)
- Real Champagne (1934)
- Our Member Mr. Mittlebury (1935)
- Scotland Expects (1936)
- Scots Wha Ha'e (1936)
- Not Since Genesis (1938)
- The Man in Steel (1939)
- Beastmark the Spy (1941)

### Nouvelles

#### Recueil de nouvelles
- Tales of King Fido (1909)
- The Trial of Tony (1909)
- The Missions of Sylvia (1910)
- Nobs (1912)
- Carrington's Cases (1920)

#### Nouvelles isolées
- The Hereditary Cleaner (1904)
- The Fortune Lord Fabrigas (1906)
- The Pill (1909)
- How It's Done (1911)
- A Medical Crime (1920)
- Mr Snakes (1920)
- The Millionth Chance (1920)
- Coincidence (1920)
- The Haunted House (1920)
- A Photograph (1920)
- Duplicates (1920)
- The Truthful Lady (1920)
- The Missing Husband (1920)
- The Price (1920)
- The Devil's House (1920)
- The Envelope (1920)
- A Box of Cigars (1935)

### Autres ouvrages
- Records of the Earldom of Orkney 1299-1614 (1914)
- A History of Orkney (1932)
- The Family of Clouston (2002), ouvrage posthume

## Adaptations

### Au cinéma
- 1917 : The Mystery of No. 47, film muet américain réalisé par Otis Thayer, d'après le roman His First Offence
- 1921 : The Lunatic at Large (en), film britannique réalisé par Henry Edwards, d’après le roman éponyme
- 1927 : The Lunatic at Large, film américain réalisé par Fred C. Newmeyer, d’après le roman éponyme, avec Leon Errol et Dorothy Mackaill.
- 1937 : Drôle de drame ou L'étrange aventure de Docteur Molyneux, film français réalisé par Marcel Carné, d'après le roman His First Offence, avec Louis Jouvet, Michel Simon, Jean-Pierre Aumont, Françoise Rosay et Jean-Louis Barrault
- 1939 : L'Espion noir (The Spy in Black), film britannique réalisé par Michael Powell, d'après le roman éponyme, avec Conrad Veidt

## Crédit d'auteurs
- (en) Cet article est partiellement ou en totalité issu de l’article de Wikipédia en anglais intitulé « J. Storer Clouston » (voir la liste des auteurs).